# Groupe d'information internationale sur le Tibet
Le Groupe d'information internationale sur le Tibet du Sénat français, ayant pour origine une association parlementaire créée en 1994, est un groupe parlementaire créé en mars 2000,.

## Historique
En 1994, les sénateurs Jacques Golliet et Claude Huriet et d’autres sénateurs ont initialement  créé une association "d’amitié parlementaire pour le Tibet" à l’extérieur du Sénat, dont le président René Monory s’opposait à la création d’un groupe sur le Tibet.
En mars 2000, sous la présidence de Christian Poncelet, à la demande de Claude Huriet et Louis de Broissia, le Sénat vote à l’unanimité en faveur de la constitution d’un Groupe sénatorial d’information sur le Tibet,.
Le Groupe Tibet du Sénat a été reconstitué fin 2008.

## Présidence du groupe
Les présidents du groupe furent successivement Jacques Golliet, Claude Huriet, Louis de Froissard de Broissia, Jean-François Humbert, puis  Michel Raison.

## Activités du groupe

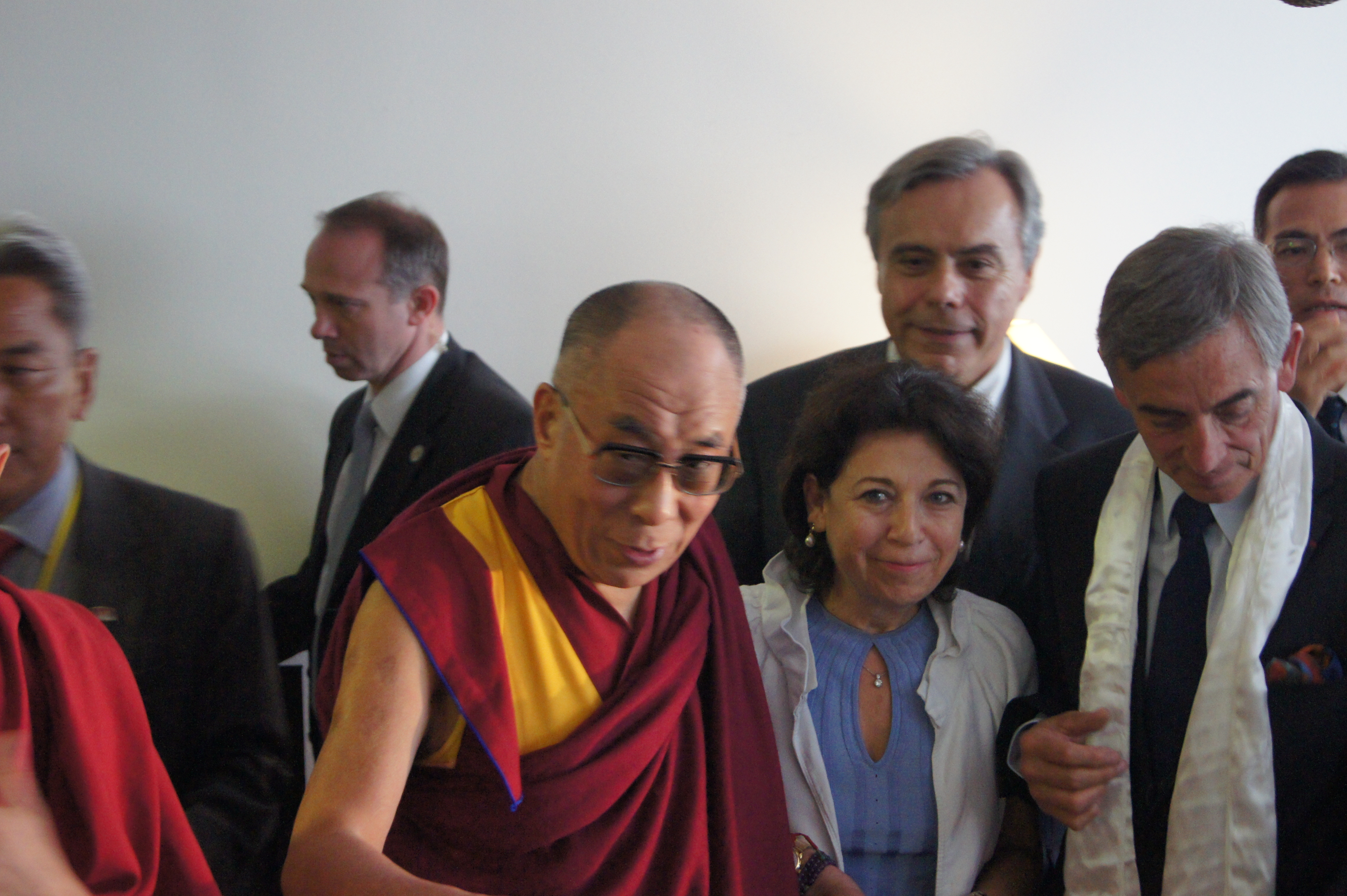
Rencontre de parlementaires, dont Louis de Broissia, Corinne Lepage et Jean-Pierre Plancade, avec le dalaï-lama, à Toulouse, le 15 août 2011.

En 1999, l'association invite Adhe Tapontsang à témoigner au Sénat.
En 2000, le groupe émet un manifeste pour le Tibet dont 160 de parlementaires français furent signataires.
Le 26 septembre 2000, le groupe reçoit officiellement le dalaï lama au palais du Luxembourg, pour une audition sur le thème « pourquoi aider le Tibet ? ». Le manifeste des parlementaires lui est remis.
Le Groupe a publié trois rapports:
- "Tibet un peuple en danger", 1er octobre 2003, sur les relations entre la Chine et le Tibet au cours de l’histoire, les circonstances de l’occupation du Tibet, le dialogue sino-tibétain et l’organisation de la communauté tibétaine en exil et l’action diplomatique pour le Tibet.
- "Le Tibet en exil : à l’école de la démocratie", 14 juin 2006, publié à la suite d'une mission du groupe d’information à Dharamsala, sur  la manière dont les institutions politiques de la communauté tibétaine exilée en Inde pour le soutien aux réfugiés et la préservation de la culture tibétaine. Dans ce rapport, figure les entretiens de la délégation avec le Dalaï Lama le 29 avril 2005.
- "Quelle solution politique pour le Tibet ?", 17 octobre 2007, publié à la suite d'une mission du groupe d’information à Lhassa et à Pékin, sur les controverses historique et économiques de la question tibétaine et le dialogue sino-tibétain. Dans ce rapport, figure les entretiens de la délégation leurs interlocuteurs chinois et tibétains.

Les groupes parlementaires sur le Tibet du Sénat et de l’Assemblée nationale ont reçu le dalaï-lama au Palais du Luxembourg le 13 août 2008.
En 2006, Louis de Broissia annonce qu'il se rendra avec une délégation comprenant Michèle André, Ivan Renar et Philippe Nogrix en Chine, et il envisage de demander à rencontrer Gedhun Choekyi Nyima, le panchen-lama reconnu par le dalaï-lama et enlevé par les autorités chinoises. Cette même année du 21 au 31 août, une délégation composée de Louis de Broissia, Jean Faure, Laurent Béteille et Thierry Repentin se rend à Pékin et au Tibet et rencontrent des officiels du gouvernement chinois qui leur affirment que Gedhun Choekyi Nyima sera prochainement autorisé à s'exprimer publiquement, à sa majorité,. En 2008, le panchen-lama a 19 ans, et Louis de Broissia rappelle cette promesse à l'ambassadeur de Chine.
Le 12 novembre 2009, le groupe recevait une délégation de 6 députés Tibétains en exil menée par Dolma Gyari, vice-présidente du Parlement tibétain en exil, et accompagnée du représentant du Dalaï Lama en Europe, Tashi Wangdi.
En septembre 2016, les groupes du Sénat et de l'Assemblée reçoivent le dalaï-lama en visite en Europe.

## Publications
- Tibet 1980-2014, Rapport de groupe interparlementaire d'amitié de M. Michel Raison, n° 127 - 23 juin 2015
  - Elliot Sperling, Vie et mort du Xe panchen-lama, 24 mai 2014